# Ballkleid

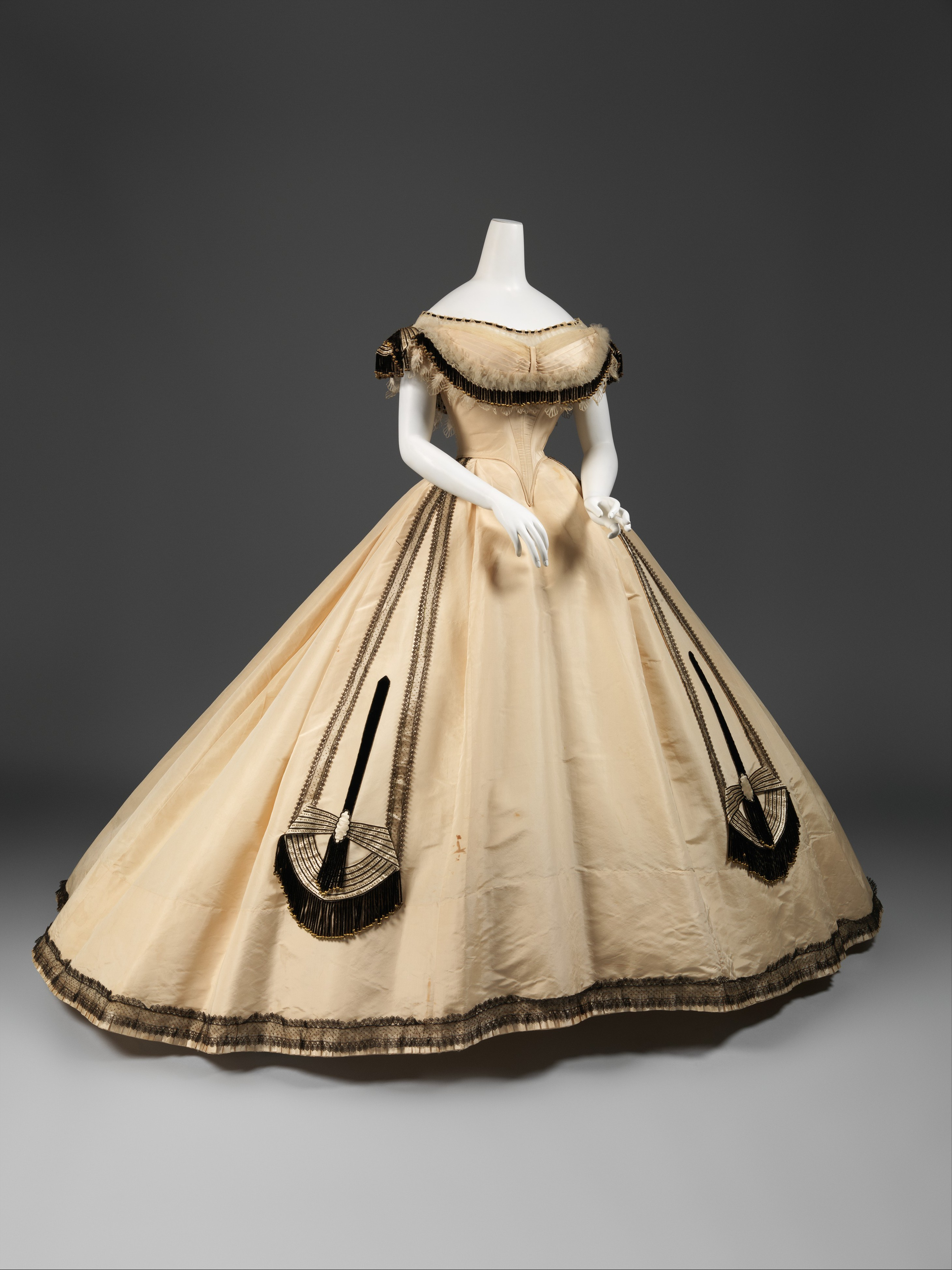
Französisches Ballkleid aus Seide, etwa 1864

Ein Ballkleid ist ein zum Ball getragenes festliches Kleid.
Ballkleider waren sehr aufwändig von Hand gefertigt und daher nur an besonderen Anlässen wie Tanzbällen und Hochzeiten zu tragen. Sie waren teilweise aus Seide, zum Großteil aus Tarlatan, einem leichten baumwollenen Kleiderstoff, welcher gazeartig erscheint, aber Leinwandbindung besitzt, gefertigt; da er nur einfarbig oder weiß war, färbte man ihn bisweilen mit arsenhaltiger Farbe (Schweinfurter Grün), die bei staubartiger Ablösung der Gesundheit der Trägerinnen abträglich war. Wolframsaures Natron wurde dazu benutzt, um die dünnen Gewebe, aus denen die Ballkleider bestanden, zu tränken und unentflammbar zu machen – bei der festlichen Beleuchtung von Ballsälen durch Kronleuchter mit Kerzen sehr angebracht.
Heutzutage ist ein Ballkleid für viele erschwinglich. In Schneidereien, Ladenketten und Kaufhäusern gibt es eine breite Auswahl davon.